# Lyft, min själ, ur jordegruset
Lyft, min själ, ur jordegruset är en psalmtext av Svante Alin.
Melodin är en tonsättning av okänt ursprung från 1551 och enligt Koralbok för Nya psalmer, 1921 samma melodi som används till psalmerna Såsom hjorten träget längtar (1819 nr 460, 1937 nr 358), Lyssna, Sion! Klagan ljuder (1937 nr 249), Trogen var och stadigt lita (1921 nr 611), Han på korset, han allena (1921 nr 519, 1986 nr 141) och Herre Gud, för dig jag klagar (1695 nr 406). I 1939 års koralbok används istället samma melodi som till psalmen Du som fromma hjärtan vårdar.

## Publicerad som
- Nr 607 i Nya psalmer 1921, tillägget till 1819 års psalmbok under rubriken "Det Kristliga Troslivet: Troslivet hos den enskilda människan: De trognas helgelse och krisliga vandel: Vaksamhet, bön och strid".
- Nr 339 i 1937 års psalmbok under rubriken "Bönen".